# Mikaela Shiffrin
Mikaela Pauline Shiffrin (nascuda el 13 de març de 1995) és una esquiadora americana, corredora de la Copa del Món d'esquí alpí. Ha guanyat dues medalles d'or als Jocs Olímpics, tres vegades la Copa del Món General, set vegades la Copa del Món d'eslàlom i quatre vegades el Campionat Mundial, també d'eslàlom. Shiffrin és la campiona olímipica d'eslàlom més jove de la història, conseguint la seva primera victòria amb tan sols 18 anys i 345 dies.
En guanyar el seu segon or Olímpic l'any 2018 en la modalitat d'eslàlom gegant, Shiffrin va empatar amb Ted Ligety i Andrea Mead Lawrence com els americans amb més medalles olímpiques d'or en esquí alpí. És una dels únics 5 americans que han guanyat la classificació general de la Copa del Món. És també la primera i única atleta –home o dona– amb victòries en cada una de les sis disciplines de la Copa del Món d'esquí alpí. Ha guanyat curses de Copa del Món en eslàlom, eslàlom paral·lel, eslàlom gegant, super gegant, descens, i combinada. És l'esquiadora més jove –home o dona– de guanyar 50 curses de la Copa del Món a l'edat de 23 anys i 9 mesos.
Ha guanyat 88 curses de la Copa del Món, la primera esquiadora dona amb més victòries de la història, entre elles 43 de la Copa del Món d'Eslàlom, les màximes obtingudes per un esquiador –home o dona– en aquesta disciplina. És l'única atleta –home o dona– en haver guanyat 15 curses en el mateix any natural, guanyant l'últim eslàlom de la temporada 2018 a l'estació de Semmering i superant Marcel Hirscher, que fins llavors tenia el rècord. Durant la temporada 2019 va esdevenir la primera atleta –home o dona– en guanyar 17 curses de la Copa del Món durant una temporada, trencant el rècord de 14 victòries que Vreni Schneider hi havia mantingut durant 30 anys. En guanyar l'Or en l'Eslàlom dels Campionats del Món del 2019, esdevingué la primera esquiadora alpina en guanyar el campionat mundial en la mateixa disciplina en quatre campionats consecutius.

## Infància i inicis
Nascuda a Vail, Colorado, Shiffrin és la segona filla d'Eileen (nascuda Condron) i Jeff Shiffrin, ambdós originaris dels Estats Units Nord-orientals i corredors d'esquí retirats. El pare de Shiffrin, Jeff, es va criar a Nova Jersey, però anava a esquiar regularment els caps de setmana a Vermont amb la seva família; mentre un universitari, va córrer per la Universitat de Dartmouth, a Nou Hampshire. La seva mare Eileen va córrer durant la seva etapa d'institut a Massachusetts, als Berkshires, i el seu germà Taylor (nascut 1992), va córrer per la Universitat de Denver.
Quan Mikaela Shiffrin tenia vuit anys, l'any 2003, la família es va traslladar a la part rural de Nou Hampshire, prop de Lyme, on el seu pare, un anestiòleg, va treballar al Centre Mèdic Dartmouth–Hitchcock. Després de cinc anys, va agafar una feina nova a Denver; el seu germà gran Taylor anava a l'institut a l'Acadèmia de Muntanya Burke, una acadèmia d'esquí al Vermont nord-oriental, així que s'hi va quedar. Shiffrin també va anar a escola a Burke, però va marxar amb els seus pares a Colorado, abans de tornar a Burke. Ha estat tractada per desordre d'ansietat i trastorn per dèficit d'atenció amb hiperactivitat des que era una nena.
Shiffrin va començar a destacar tan aviat com va ser prou gran per competir en curses oficials de la Federació Internacional d'Esquí (FIS). Quan tenia l'edat mínima per participar-hi, 15 anys, va guanyar una cursa de la modalitat super combinada a la Copa Nord Americana el desembre de 2010 a Panorama, a la Colúmbia Britànica, sent tan sols la vuitena cursa FIS en la que competia. Shiffrin va continuar amb tres pòdiums en les seves següents tres curses de la Copa Nord Americana: segona en un super gegant, tercera en un gegant, i victòria en un eslàlom. Setmanes més tard, va guanyar un parell de curses d'eslàlom de la mateixa Copa disputades a Sunday River, Maine. Un mes més tard, Shiffrin es va endur la medalla de bronze en l'eslàlom dels Campionats Mundials d'Esquí Júnior de la FIS, celebrats a Crans-Montana, Suïssa (després d'haver estat amb una grip estomacal el dia anterior). El gener de 2015, Shiffrin es va referir a l'esquiadora croata retirada Janica Kostelić com la seu ídol mentre creixia.

## Copa del Món
Shiffrin va debutar a la Copa del Món l'11 de març de 2011, en un eslàlom gegant a Špindlerův Mlýn a República Txeca. A principis d'abril,rnomés unes quantes setmanes després del seu 16è aniversari, va guanyar el títol d'eslàlom als Campionats Nacionals d'Estats d'Units a Winter Park, Colorado, i en conseqüència es va convertir en el corredor d'esquí americà més jove en guanyar una corona alpina nacional.

### Temporada 2012

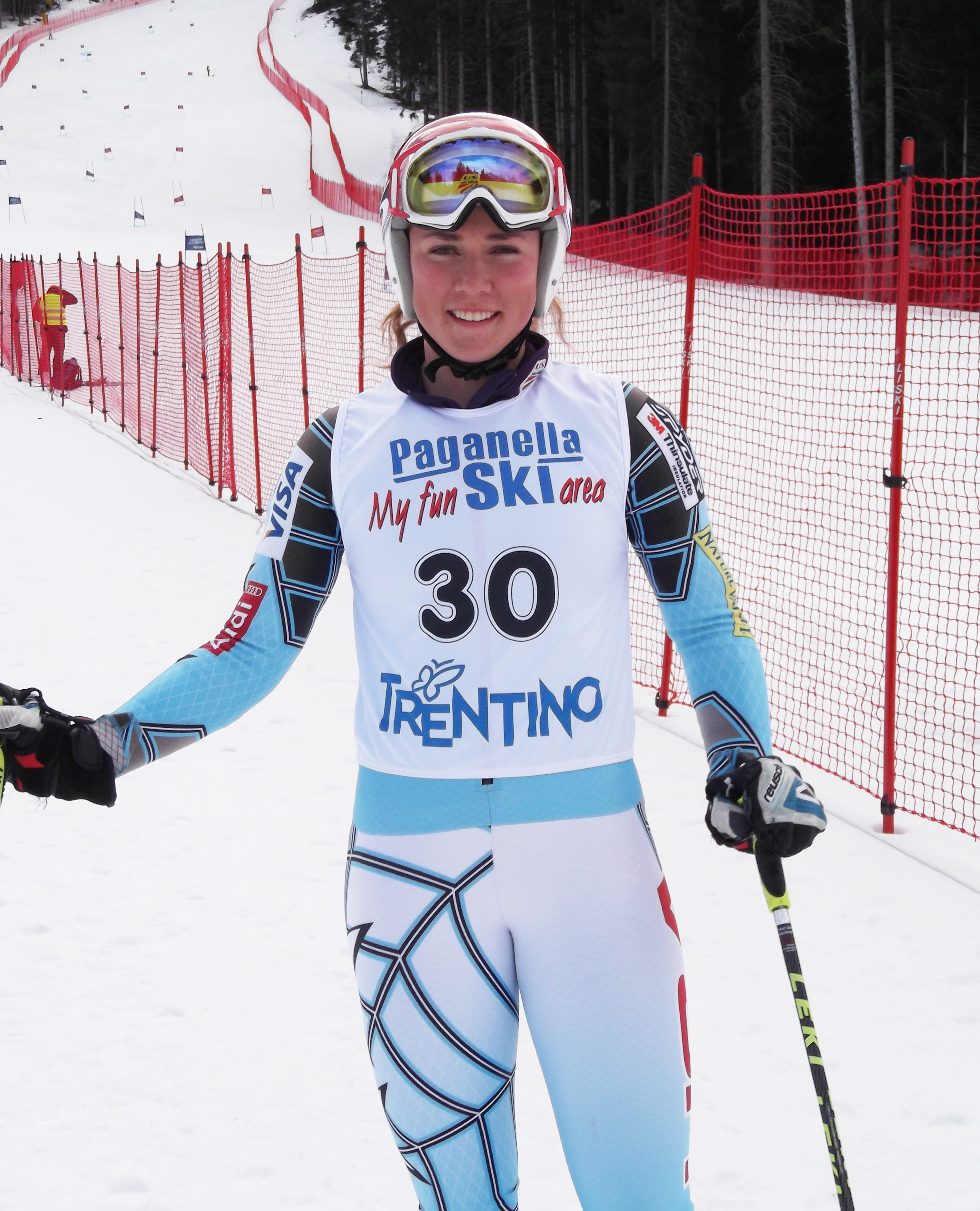
Shiffrin l'any 2012

Durant la Copa del Món d'Esquí Alpí del 2012, Shiffrin va aconseguir el seu primer podi a la Copa del Món el 29 de desembre de 2011, en un eslàlom a Lienz, Àustria. Va començar en 40a posició però va acabar en el 12è lloc en la primera màniga. Shiffrin, de 16 anys, va fer el millor temps de la segona màniga que li va permetre assegurar-se el tercer lloc.

### Temporada 2013
Shiffrin va guanyar la seva primera cursa de la Copa del Món el desembre de 2012 a l'edat de 17 anys, en un eslàlom nocturn a Åre, Suècia. Esdevingué la segona americana més jove en guanyar una cursa de la Copa del Món d'esquí alpí, darrere de Judy Nagel (17 anys, 5 mesos). La seva segona victòria va venir dues setmanes més tard també en un eslàlom nocturn, aquest a Zagreb, Croàcia; i la seva tercera victòria 11 dies més tard a un altre eslàlom nocturn a Flachau, Àustria. En guanyar l'eslàlom a les finals de la Copa del Món a Lenzerheide, va assegurar-se títol de la temporada 2013 en la disciplina d'eslàlom. Encara que va passar la major part dels seus últims dos anys d'institut a Europa participant al circuit de Copa del Món, va graduar-se de l'Acadèmia de Muntanya Burke el mes de juny amb la seva promoció.

### Temporada 2014
Shiffrin començar la temporada 2014 l'octubre de 2013 a Sölden, Àustria, amb una sisena posició en l'eslàlom gegant, a tan sols mig segon del pòdium. Va guanyar la següent cursa, un eslàlom a Levi, Finlàndia, millorant el seu pòdium de l'any anterior i conseguint la seva cinquena victòria a la Copa del Món. A Beaver Creek, va quedar segona a l'eslàlom gegant, el seu primer podi en la Copa del Món en aquesta disciplina. El 5 de gener, Shiffrin va aconseguir el primer lloc en un eslàlom a Bormio, Itàlia (la cursa es va celebrar allà en lloc de Zagreb on s'havia de fer originàriament a causa de males condicions climàtiques/de neu). Shiffrin també va guanyar les curses d'eslàlom de la Copa del Món de Flachau, Åre i Lenzerheide, victòries que li van assegurar el segon títol de Copa del Món d'eslàlom consecutiu. Shiffrin va acabar la temporada com a campiona dels Jocs Olímpics, la Copa del Món i els Campionats Mundials d'eslàlom. Aquell any, va ser nomenada una de les 25 dones d'impacte d'ESPNW.

### Temporada 2015
Shiffrin va començar la temporada 2015 l'octubre de 2014 a Sölden amb la seva primera victòria en eslàlom gegant a la Copa del Món. Va tenir alguns problemes al principi de la temporada amb els eslàloms que la van portar a acabar fora del pòdium en les tres primeres curses, però va guanyar les curses de Kühtai, Zagreb, Maribor, Åre i Méribel. Va acabar guanyant el títol Copa del Món d'eslàlom una vegada més. Shiffrin també va guanyar el Campionat Mundial d'eslàlom celebrat a Beaver Creek al costat de la seva ciutat natal de Vail, Colorado, EUA.

### Temporada 2016
En els primers dos eslàloms de la temporada 2016, ambdós a Aspen, Shiffrin va guanyar amb molta diferència, i en el primer, va aconseguir un nou rècord de diferència entre la primera i la segona classificades per l'eslàlom femení: 3.07 segons. El 12 de desembre de 2015, durant l'escalfament per l'eslàlom gegant a Åre, va caure i va lesionar-se el genoll. Després de dos mesos sense córrer, Shiffrin va fer tornar a les pistes amb èxit: va aconseguir la victòria en la seva primera cursa després de la lesió, el 15 de febrer de 2016 a Crans-Montana, la 18a victòria de la seva carrera. Durant la temporada, va guanyar els cinc eslàloms en que va participar, els altres cinc se'ls va perdre per culpa de la lesió i va escollir no competir en un eslàlom paral·lel a Estocolm.

### Temporada 2017
Shiffrin va començar la temporada 2017 amb una segona posició a eslàlom gegant de Sölden l'octubre de 2016. El va seguir amb una victòria a l'eslàlom a Levi el 12 de novembre. El 26 de novembre de 2016, va acabar cinquena a l'eslàlom gegant a Killington en la seva primera cursa de la Copa del Món a Vermont, però va tornar l'endemà amb un primer lloc a l'eslàlom. L'11 de desembre de 2016, Shiffrin va guanyar la seva 11a cursa de Copa del Món seguida quan va aconseguir la victòria de l'eslàlom a Sestriere, Itàlia. El 27 de desembre, Shiffrin va guanyar l'eslàlom gegant a Semmering, Àustria, la seva segona victòria en una carrera d'eslàlom gegant. L'endemà, va repetir i va guanyar el seu tercer eslàlom gegant. Aquesta va ser la 25a victòria a la Copa del Món de la seva carrera. Shiffrin subsegüentment va guanyar la cursa final de la temporada celebrada a Semmering, un eslàlom, el 29 de desembre de 2016, la seva 26a victòria a la Copa del Món. Això la va convertir en la primera dona en guanyar en tres dies consecutius en disciplines tècniques des que Vreni Schneider va guanyar dos eslàloms gegants a Schwarzenberg i un eslàlom en Mellau el gener de 1989. Tanmateix, no va poder igualar el rècord de vuit victòries d'eslàlom consecutives, d'Schneider i Janica Kostelić, ja que no va acabar la primera màniga del Trofeu Snow Queen de Zagreb celebrat el 3 de gener – el seu primer DNF (inicials de "Did not finish", "no va acabar" en anglès) en un eslàlom des d'una cursa a Semmering el 2012. El 29 de gener a Cortina d'Ampezzo, Itàlia, Shiffrin va aconseguir el seu millor resultat en una cursa de velocitat: una quarta posició en el super gegant, a només 0.03 segons del pòdium.
Va guanyar el seu primer eslàlom paral·lel el 31 de gener a Estocolm, Suècia.
Als Campionats del Món de St. Moritz Dins al febrer, va guanyar la medalla d'or en l'eslàlom i va aconseguir la plata en l'eslàlom gegant. L'or va ser el seu tercer consecutiu d'eslàlom als Campionats del Món; i es va convertir en la primera dona en conseguir-ho en l'era de la Copa del Món, i la primera des de l'alemanya Christl Cranz l'any 1939, quan els Campionats del món se celebraven anualment.
El 26 de febrer, Shiffrin va guanyar la seva primera super combinada a Crans-Montana. Va ser la seva novena victòria de la Copa del Món de la temporada, i va augmentar el seu avantatge en la classificació general. Als 22 anys tenia més victòries a la Copa del Món de les que tenia Ingemar Stenmark a la mateixa edat, l'esquiador que actualment té el rècord. A Squaw Valley, en les primeres curses de Copa del Món que s'hi celebraven des de 1969, va guanyar l'eslàlom gegant i l'eslàlom el 10 i 11 de març respectivament, victòries que la van col·locar amb un total de a 31 a la Copa del Món i 11 a la temporada. Així va assegurar-se el seu quart títol de Copa del Món d'eslàlom. Les finals de la Copa del món es van celebrar a Aspen, Colorado, on Shiffrin es va assegurar el seu primer títol de Copa del Món General, però no el de gegant. Després de la temporada, va rebre el premi "Skieur d'Or" (esquiador daurat), concedit per l'associació internacional de periodistes d'esquí al millor esquiador alpí de l'any (un únic premi per ambdós gèneres).

### Temporada 2018
Shiffrin va començar la temporada 2018 amb una 5a posició en l'eslàlom gegant de Sölden. A principis de desembre va competir en descens a Lake Louise, on va assolir el seu primer podi (3r lloc) en la disciplina. L'endemà va guanyar el seu primer descens cursa en la quarta cuarta cursa de la seva carrera.

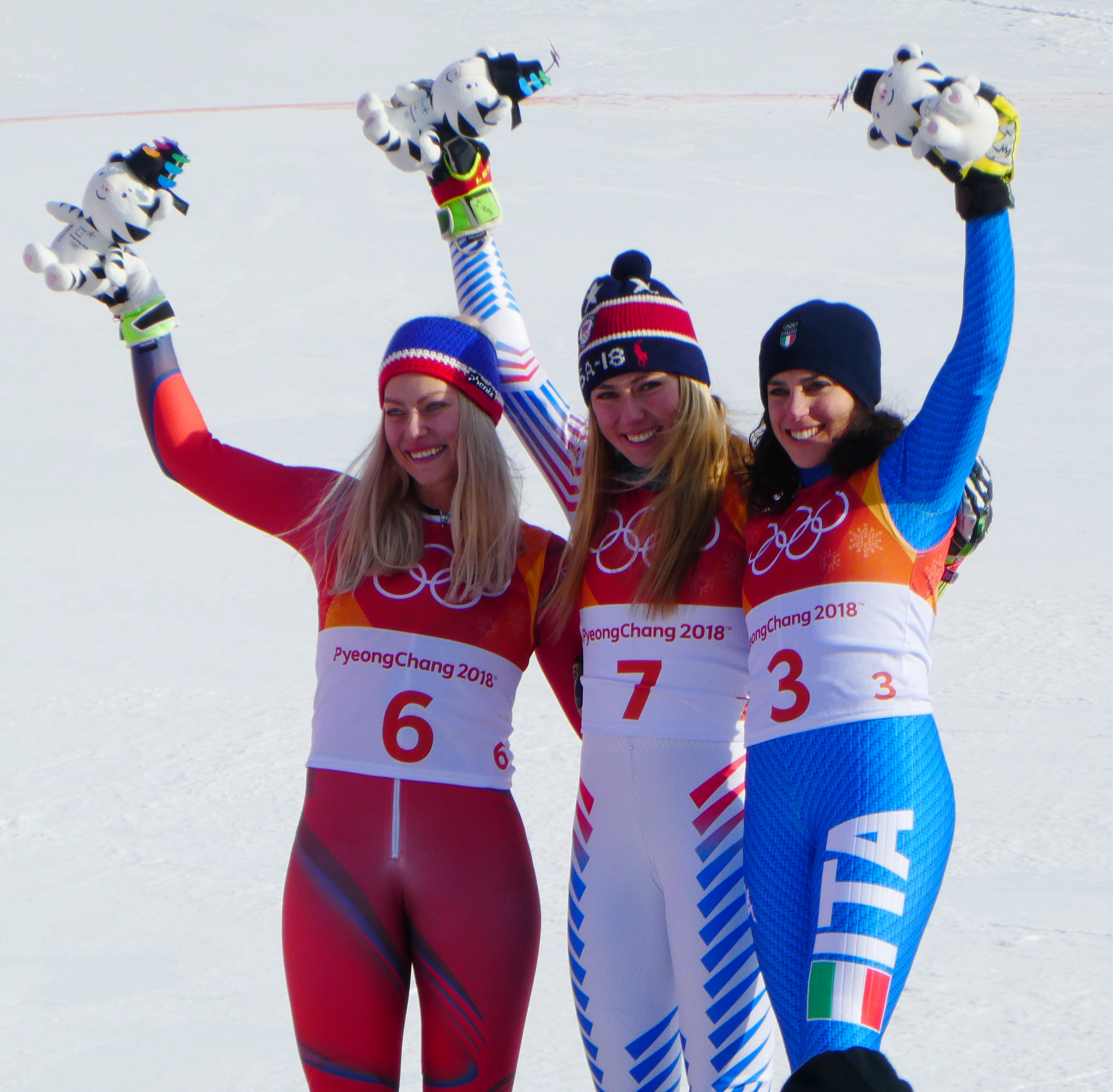
Eslàlom gegant, Pyeongchang 2018: Ragnhild Mowinckel (plata), Shiffrin (or) i Federica Brignone (bronze).

Entre el 19 de desembre i el 9 de gener, Shiffrin va guanyar 8 de les 9 curses del circuit de Copa del Món (4 SL, 2 GS, i 2 PSL). Va fer història guanyant el seu primer eslàlom paral·lel FIS a Courchevel, França. Després va guanyar l'eslàlom a Lienz, Àustria per acabar el seu 2017. Va començar 2018 amb una victòria al City Event d'Oslo, Noruega i va convertir en la primera dona de la història en guanyar-lo dues vegades. Dos dies més tard va guanyar l'eslàlom de Zagreb (Croàcia). Amb victòries tant en l'eslàlom gegant com l'eslàlom de Kranjska Gora, Eslovènia, Shiffrin augmentà el seu número de victòries a la Copa del Món fins a la 40, amb encara tan sols 22 anys. Posteriorment, a Flachau, Àustria va igual el rècord d'Annemarie Moser-Pröll de 41 victòries, encara abans del seu 23è aniversari. També esdevingué la primera dona a la història en guanyar les primera 5 curses de la Copa del Món d'un any natural i la primera en 20 anys (des de Katja Seizinger) en guanyar 5 curses seguides de la Copa del Món. Després d'un tercer lloc en descens la resta de gener va aconseguir tan sols dos 7ns llocs i tres curses on no va acabar. 
Al Jocs Olímpics d'Hivern de 2018, celebrats a Pyeongchang (Corea del Sud), després de diversos dies en els quals el temps va obligar a posposar les curses, es van celebrar les primeres tres i les últimes dues curses en dies consecutius. Shiffrin va guanyar l'or en eslàlom gegant i com plata en super combinada. En l'eslàlom gegant va acabar segona després de la primera màniga per darrere de la italiana Manuela Moelgg, però va ser capaç d'assegurar l'or quan Moelgg va cometre errors en la segona. A causa del mal temps, l'eslàlom va ser disputat el dia després l'eslàlom gegant. Shiffrin va entrar com a favorit ja que era la vigent campiona olímpica, triple campiona mundial consecutiva, vigent campiona de la Copa del Món i la primera en la classificació d'eslàlom en el circuit d'aquell any. Va acabar la primera màniga en quarta posició, i va ser incapaç de millorar la seva posició en la segona, perdent el pòdium després d'haver guanyat cada títol d'eslàlom important que havia disputat des de l'inici de la carrera professional. Tot i que al principi tenia la intenció de córrer com a mínim 4 curses, renunciar al super gegant, que es disputava el dia després de l'eslàlom, ja que creia que no seria capaç de rendir bé. Els retards causats pel clima també van causar que el descens i la super combinada es fessin en dies consecutius, de forma que va escollir participar només en una de les dues. Creient que tindria millors possibilitats d'obtenir una medalla en la super combinada, va renunciar al descens després d'haver fet les tres curses d'entrenament, durant les quals tan sols va aconseguir arribar a ser 5a. En la super combinada, l'última cursa d'esquí alpí individual en els Jocs Olímpics, va acabar 6a després del descens. Tanmateix, estava molt per darrere de la líder, a 1.98 segons de la seva compatriota Lindsey Vonn. Gràcies a conseguir el tercer millor temps en l'eslàlom –i a que moltes de les líders del descens van cometre errors en l'eslàlom– va ser capaç de remuntar fins a la segona posició darrere Michelle Gisin, de Suïssa, de forma que va guanyar la medalla de la plata. El seu or i les seves medalles de plata després dels Jocs Olímpics, la van convertir en l'esportista olímpica americana més condecorada, l'esquiadora alpina més condecorada i la segona esquiadora alpina –home o dona– més condecorada, tan sols per darrere de Marcel Hirscher, d'Àustria, que va guanyar dues medalles d'or.
Shiffrin va assegurar el seu segon títol de Copa del Món General consecutiu el 9 de març de 2018, quan encara li quedaven 5 curses per acabar la temporada. A les Finals de la Copa del Món d'Åre, Suècia, va guanyar l'eslàlom per 1.58 segons per davant de Wendy Holdener, de Suïssa, la seva 12a victòria de la temporada. Això la va col·locar en segon lloc, empatada amb la seva companya d'equip Lindsey Vonn, en nombre de victòries de la Copa del Món Femenina en una sola temporada, darrere l'esquiadora suïssa Vreni Schneider que manté el rècord de 14. 

### Temporada 2019
El 2 de desembre de 2018 va guanyar un super gegant a Lake Louise, esdevenint l'únic esquiador alpí –home o dona– en guanyar les sis disciplines d'esquí alpí que es disputen actualment: eslàlom, eslàlom gegant, descens, super gegant, combinada, i paral·lel (també anomenat "City Event").
Tina Maze i Lindsey Vonn mai van guanyar una cursa d'eslàlom paral·lel des de la seva introducció a la Copa del Món. Amb la seva primera victòria en super gegant a Lake Louise, Shiffrin esdevingué la setena dona en guanyar en les cinc disciplines més tradicionals (és a dir, excloent l'eslàlom paral·lel). Així, va unir-se a Lindsey Vonn, Tina Maze, Janica Kostelić, Anja Pärson, Pernilla Wiberg i Petra Kronberger.
El 8 de desembre de 2018 va guanyar el seu segon super gegant a St. Moritz, Suïssa, que va suposar la primera vegada que guanyava dues curses seguides de disciplines de velocitat. El dia següent, el 9 de desembre, va guanyar el seu 4t eslàlom paral·lel amb una victòria dramàtica contra la seva principal rival en l'eslàlom, la eslovaca Petra Vlhová. Això va marcar la seva 5a victòria en les primeres 9 curses de la temporada 2018/2019. El 22 de desembre de 2018, va guanyar l'eslàlom a Courchevel, França i esdevenia l'esquiadora més jove de la història –home o dona– en guanyar 50 curses de la Copa del Món d'esquí, a l'edat de 23 anys i nou mesos. Amb aquella cursa, també va igualar el rècord de l'austríaca Marlies Schild de més victòries en l'eslàlom femení – 35, i es va col·locar al setè lloc en victòries a la Copa del Món, empatada amb Alberto Tomba d'Itàlia.
Una setmana més tard, va guanyar un altre eslàlom de Copa del Món a Semmering, Àustria, i es va convertir en la primera esquiadora d'esquí alpí en guanyar 15 curses de la Copa del Món en un sol any natural, passant per davant de Marcel Hirscher, que havia aconseguit 14 victòries l'any 2018: tots dos van batre l'antic rècord de 13 victòries que havia estat d'Ingemar Stenmark des de 1979. La cursa també va ser la seva 36a victòria en la Copa del Món d'eslàlom, batent el rècord de Schild: Shiffrin subsegüentment s'hi va referir com "el meu ídol més gran juntament amb Bode Miller".
A principis de febrer de 2019, poc abans dels Campionats Mundials d'esquí alpí de 2019, Shiffrin es va col·locar al tercer lloc a la llista d'esquiadores amb més victòries a la Copa del Món en una cursa a Maribor, on va empatar amb Vlhová en l'eslàlom gegant per col·locar-se amb el mateix nombre de victòries que Vreni Schneider, 55. La seva victòria en l'eslàlom de l'endemà la va permetre superar l'esquiadora suïssa.
Als Campionats Mundials, Shiffrin va guanyar la medalla d'or en el super gegant abans de conseguir el bronze en l'eslàlom gegant en unes condicions climàtiques desfavorables, darrere de Vlhová i Viktoria Rebensburg. També va aconseguir un segon or en l'eslàlomtot i haver patit una infecció de pulmó el mateix dia de la cursa, victòria que la va convertir en el primer esquiador alpí en guanyar quatre Campionats Mundials consecutius en la mateixa disciplina.
Seguint els Mundials, el març de 2019, Shiffrin esdevenia el primer esquiador alpí en conseguir 15 victòries a la Copa del Món en una sola temporada quan va guanyar un eslàlom a Špindlerův Mlýn, trencant el rècord que tenia conjuntament amb Vreni Schneider. A les finals de la Copa del Món de Soldeu, Shiffrin va començar conseguint el super-globus de cristall del super gegant, acabant quarta en l'última cursa de la disciplina de la temporada, títol que es va convertir en el seu desè de la Copa del Món, i el seu primer en una disciplina de velocitat. També va guanyar els títols de la General i l'eslàlom, però ja havia aconseguit suficient avantatge al llarg de la temporada. Això la va convertir en la primera esquiadora en guanyar títols de la Copa del Món disciplines tècniques i de velocitat en la mateixa temporada des que Tina Maze ho va aconseguir sis anys abans. A les finals també va guanyar l'eslàlom, la seva 16a victòria de la temporada i la 40a victòria de la seva carrera en aquesta disciplina, empatant amb Stenmark pel rècord de victòries d'eslàlom a la Copa del Món Copa. El dia següent va aconseguir la seva 17a victòria de la temporada i 60a de la seva carrera en l'eslàlom gegant. Així, va assegurar el globus de cristall, esdevenint el primer esquiador en guanyar els títols de la Copa del Món en super gegant, eslàlom, eslàlom gegant i el general en una sola temporada. Finalment, també va guanyar l'eslàlom, la seva 41a victòria en la disciplina, convertint-la en l'esquiador amb més victòries d'eslàlom a la Copa del Món.

### Temporada 2020
Shiffrin va tenir actuacions inconsistents en les curses tècniques en la primera meitat de la temporada, guanyant tres curses d'eslàlom per començar, però quedant per darrere de Petra Vlhova més endavant en la temporada. Ella també va experimentar fluctuacions similars en els seus resultats en Eslàlom Gegant. Tanmateix, va començar a competir més freqüentment en curses de velocitat i després de la Copa del Món a Bansko el gener de 2020, ja havia aconseguit 6 victòries, 3 eslàloms i una en eslàlom gegant, una e Super Gegant i una en descens; menys que en temporades anteriors, però el major nombre de victòries entre les seves competidores de la Copa del Món i amb un avantatge considerable en la classificació general. Tanmateix, el 3 de febrer de 2020, el seu pare va morir inesperadament en un accident, fent que deixés el circuit de la Copa del Món indefinidament, renunciant a les seves possibilitats de guanyar un quart títol consecutiu. Sí que va assistir a la competició final a Are, Suècia, però la cursa va ser cancel·lada a causa del coronavirus. En conseqüència, Petra Vlhova va guanyar el títol d'eslàlom i Federica Brignone va acabar imposant-se en la general.

## Resultats de la Copa del Món

### Títols per temporada

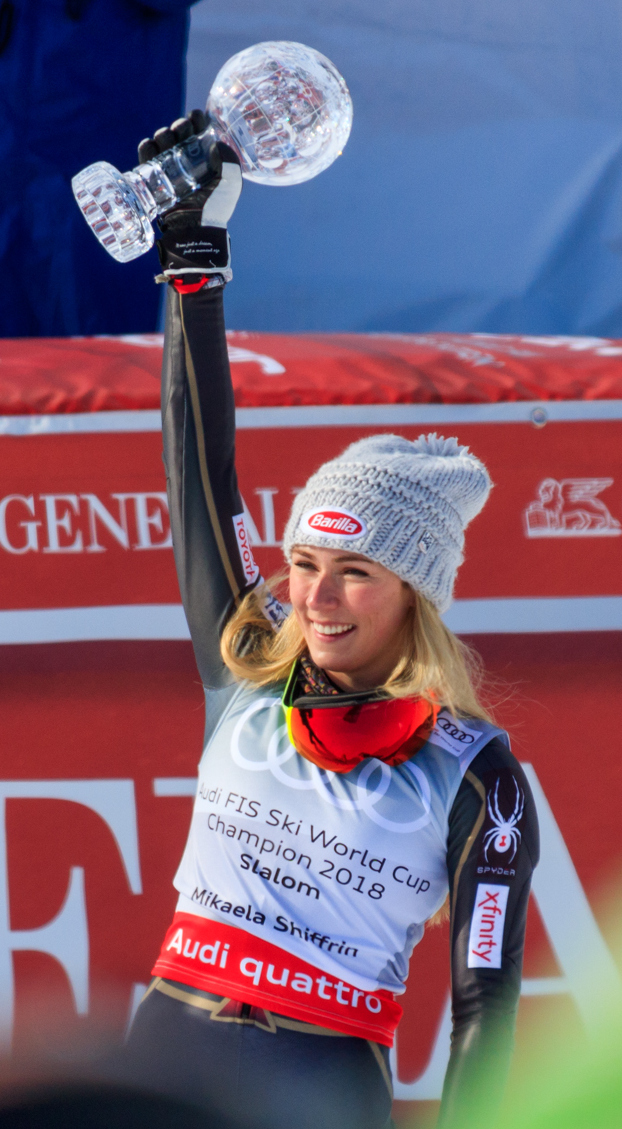
Mikaela Shiffrin a Åre, 2018

- 11 títols – (3 generals, 6 Eslàlom, 1 Super Gegant, 1 Eslàlom Gegant)

|            | Temporada      |
| Disciplina |                |
| 2013       | Eslàlom        |
| 2014       | Eslàlom        |
| 2015       | Eslàlom        |
| 2017       | General        |
| 2017       | Eslàlom        |
| 2018       | General        |
| 2018       | Eslàlom        |
| 2019       | General        |
| 2019       | Eslàlom        |
| 2019       | Super Gegant   |
| 2019       | Eslàlom gegant |

### Resultats per temporada
| Estació |         |         |                |              |         |           |           |     |
| Edat    | General | Eslàlom | Eslàlom Gegant | Super Gegant | Descens | Combinada | Paral·lel |     |
| 2012    | 16      | 43      | 17             | 49           | —       | —         | —         | N/D |
| 2013    | 17      | 5       | 1              | 19           | —       | —         | —         | N/D |
| 2014    | 18      | 6       | 1              | 7            | —       | —         | —         | N/D |
| 2015    | 19      | 4       | 1              | 3            | —       | —         | —         | N/D |
| 2016    | 20      | 10      | 4              | 21           | 39      | —         | 23        | N/D |
| 2017    | 21      | 1       | 1              | 2            | 24      | 36        | 6         | N/D |
| 2018    | 22      | 1       | 1              | 3            | 28      | 5         | —         | N/D |
| 2019    | 23      | 1       | 1              | 1            | 1       | 25        | —         | N/D |
| 2020    | 24      | 2       | 2              | 3            | 7       | 5         | —         | 20  |

Standings through March 11, 2020

### Victòries en curses
|           |         |                |         |              |           |           |   |
| Total     | Eslàlom | Eslàlom gegant | Descens | Super Gegant | Combinada | Paral·lel |   |
| Victòries | 66      | 43             | 11      | 2            | 4         | 1         | 5 |
| Pòdiums   | 96      | 54             | 24      | 5            | 5         | 1         | 7 |

| Temporada                                      |                        |                                  |                        |
| Data                                           | Ubicació               | Disciplina                       |                        |
| 2013 4 victòries (4 SL)                        | 20 de desembre de 2012 | Åre, Suècia                      | Eslàlom                |
| 2013 4 victòries (4 SL)                        | 4 de gener de 2013     | Zagreb, Croàcia                  | Eslàlom                |
| 2013 4 victòries (4 SL)                        | 15 de gener de 2013    | Flachau, Àustria                 | Eslàlom                |
| 2013 4 victòries (4 SL)                        | 16 de març de 2013     | Lenzerheide, Suïssa              | Eslàlom                |
| 2014 5 victòries (5 SL)                        | 16 de novembre de 2013 | Levi, Finlàndia                  | Eslàlom                |
| 2014 5 victòries (5 SL)                        | 5 de gener de 2014     | Bormio, Itàlia                   | Eslàlom                |
| 2014 5 victòries (5 SL)                        | 14 de gener de 2014    | Flachau, Àustria                 | Eslàlom                |
| 2014 5 victòries (5 SL)                        | 8 de març de 2014      | Åre, Suècia                      | Eslàlom                |
| 2014 5 victòries (5 SL)                        | 15 de març de 2014     | Lenzerheide, Suïssa              | Eslàlom                |
| 2015 6 victòries (5 SL, 1 GS)                  | 25 d'octubre de 2014   | Sölden, Àustria                  | Eslàlom gegant         |
| 2015 6 victòries (5 SL, 1 GS)                  | 29 de desembre de 2014 | Kühtai, Àustria                  | Eslàlom                |
| 2015 6 victòries (5 SL, 1 GS)                  | 4 de gener de 2015     | Zagreb, Croàcia                  | Eslàlom                |
| 2015 6 victòries (5 SL, 1 GS)                  | 22 de febrer de 2015   | Maribor, Eslovènia               | Eslàlom                |
| 2015 6 victòries (5 SL, 1 GS)                  | 14 de març de 2015     | Åre, Suècia                      | Eslàlom                |
| 2015 6 victòries (5 SL, 1 GS)                  | 21 de març de 2015     | Méribel, França                  | Eslàlom                |
| 2016 5 victòries (5 SL)                        | 28 de novembre de 2015 | Aspen, Estats Units              | Eslàlom                |
| 2016 5 victòries (5 SL)                        | 29 de novembre de 2015 | Aspen, Estats Units              | Eslàlom                |
| 2016 5 victòries (5 SL)                        | 15 de febrer de 2016   | Crans-Montana, Suïssa            | Eslàlom                |
| 2016 5 victòries (5 SL)                        | 6 de març de 2016      | Jasná, Eslovàquia                | Eslàlom                |
| 2016 5 victòries (5 SL)                        | 19 de març de 2016     | St. Moritz, Suïssa               | Eslàlom                |
| 2017 11 victòries (6 SL, 3 GS, 1 AC, 1 CE)     | 12 de novembre de 2016 | Levi, Finlàndia                  | Eslàlom                |
| 2017 11 victòries (6 SL, 3 GS, 1 AC, 1 CE)     | 27 de novembre de 2016 | Killington, Estats Units         | Eslàlom                |
| 2017 11 victòries (6 SL, 3 GS, 1 AC, 1 CE)     | 11 de desembre de 2016 | Sestriere, Itàlia                | Eslàlom                |
| 2017 11 victòries (6 SL, 3 GS, 1 AC, 1 CE)     | 27 de desembre de 2016 | Semmering, Àustria               | Eslàlom gegant         |
| 2017 11 victòries (6 SL, 3 GS, 1 AC, 1 CE)     | 28 de desembre de 2016 | Semmering, Àustria               | Eslàlom gegant         |
| 2017 11 victòries (6 SL, 3 GS, 1 AC, 1 CE)     | 29 de desembre de 2016 | Semmering, Àustria               | Eslàlom                |
| 2017 11 victòries (6 SL, 3 GS, 1 AC, 1 CE)     | 8 de gener de 2017     | Maribor, Eslovènia               | Eslàlom                |
| 2017 11 victòries (6 SL, 3 GS, 1 AC, 1 CE)     | 31 de gener de 2017    | Stockholm, Suècia                | City event             |
| 2017 11 victòries (6 SL, 3 GS, 1 AC, 1 CE)     | 26 de febrer de 2017   | Crans-Montana, Suïssa            | Combinat               |
| 2017 11 victòries (6 SL, 3 GS, 1 AC, 1 CE)     | 10 de març de 2017     | Squaw Valley, Estats Units       | Eslàlom gegant         |
| 2017 11 victòries (6 SL, 3 GS, 1 AC, 1 CE)     | 11 de març de 2017     | Squaw Valley, Estats Units       | Eslàlom                |
| 2018 12 victòries (7 SL, 1 DH,2 GS, 1 PS1 CE)  | November 26, 2017      | Killington, Estats Units         | Eslàlom                |
| 2018 12 victòries (7 SL, 1 DH,2 GS, 1 PS1 CE)  | 2 de desembre de 2017  | Lake Louise, Canadà              | Downhill               |
| 2018 12 victòries (7 SL, 1 DH,2 GS, 1 PS1 CE)  | 19 de desembre de 2017 | Courchevel, França               | Eslàlom gegant         |
| 2018 12 victòries (7 SL, 1 DH,2 GS, 1 PS1 CE)  | 20 de desembre de 2017 | Courchevel, França               | Eslàlom paral·lel      |
| 2018 12 victòries (7 SL, 1 DH,2 GS, 1 PS1 CE)  | 28 de desembre de 2017 | Lienz, Àustria                   | Eslàlom                |
| 2018 12 victòries (7 SL, 1 DH,2 GS, 1 PS1 CE)  | 1 de gener de 2018     | Oslo, Noruega                    | Esdeveniment de ciutat |
| 2018 12 victòries (7 SL, 1 DH,2 GS, 1 PS1 CE)  | 3 de gener de 2018     | Zagreb, Croàcia                  | Eslàlom                |
| 2018 12 victòries (7 SL, 1 DH,2 GS, 1 PS1 CE)  | 6 de gener de 2018     | Kranjska Gora, Eslovènia         | Eslàlom gegant         |
| 2018 12 victòries (7 SL, 1 DH,2 GS, 1 PS1 CE)  | 7 de gener de 2018     | Kranjska Gora, Eslovènia         | Eslàlom                |
| 2018 12 victòries (7 SL, 1 DH,2 GS, 1 PS1 CE)  | 9 de gener de 2018     | Flachau, Àustria                 | Eslàlom                |
| 2018 12 victòries (7 SL, 1 DH,2 GS, 1 PS1 CE)  | 10 de març de 2018     | Ofterschwang, Alemania           | Eslàlom                |
| 2018 12 victòries (7 SL, 1 DH,2 GS, 1 PS1 CE)  | 17 de març de 2018     | Åre, Suècia                      | Eslàlom                |
| 2019 17 victòries (8 SL, 4 GS, 3 SG, 1 PS1 CE) | 17 de novembre de 2018 | Levi, Finlàndia                  | Eslàlom                |
| 2019 17 victòries (8 SL, 4 GS, 3 SG, 1 PS1 CE) | 25 de novembre de 2018 | Killington, Estats Units         | Eslàlom                |
| 2019 17 victòries (8 SL, 4 GS, 3 SG, 1 PS1 CE) | 2 de desembre de 2018  | Lake Louise, Canadà              | Super-G                |
| 2019 17 victòries (8 SL, 4 GS, 3 SG, 1 PS1 CE) | 8 de desembre de 2018  | St. Moritz, Suïssa               | Super-G                |
| 2019 17 victòries (8 SL, 4 GS, 3 SG, 1 PS1 CE) | 9 de desembre de 2018  | St. Moritz, Suïssa               | Eslàlom paral·lel      |
| 2019 17 victòries (8 SL, 4 GS, 3 SG, 1 PS1 CE) | 21 de desembre de 2018 | Courchevel, França               | Eslàlom gegant         |
| 2019 17 victòries (8 SL, 4 GS, 3 SG, 1 PS1 CE) | 22 de desembre de 2018 | Courchevel, França               | Eslàlom                |
| 2019 17 victòries (8 SL, 4 GS, 3 SG, 1 PS1 CE) | 29 de desembre de 2018 | Semmering, Àustria               | Eslàlom                |
| 2019 17 victòries (8 SL, 4 GS, 3 SG, 1 PS1 CE) | 5 de gener de 2019     | Zagreb, Croàcia                  | Eslàlom                |
| 2019 17 victòries (8 SL, 4 GS, 3 SG, 1 PS1 CE) | 15 de gener de 2019    | Kronplatz, Itàlia                | Eslàlom gegant         |
| 2019 17 victòries (8 SL, 4 GS, 3 SG, 1 PS1 CE) | 20 de gener de 2019    | Cortina d'Ampezzo, Itàlia        | Super-G                |
| 2019 17 victòries (8 SL, 4 GS, 3 SG, 1 PS1 CE) | 1 de febrer de 2019    | Maribor, Eslovènia               | Eslàlom gegant         |
| 2019 17 victòries (8 SL, 4 GS, 3 SG, 1 PS1 CE) | 2 de febrer de 2019    | Maribor, Eslovènia               | Eslàlom                |
| 2019 17 victòries (8 SL, 4 GS, 3 SG, 1 PS1 CE) | 19 de febrer de 2019   | Stockholm, Suècia                | Esdeveniment de ciutat |
| 2019 17 victòries (8 SL, 4 GS, 3 SG, 1 PS1 CE) | 9 de març de 2019      | Špindlerův Mlýn, República Txeca | Eslàlom                |
| 2019 17 victòries (8 SL, 4 GS, 3 SG, 1 PS1 CE) | 16 de març de 2019     | Plantilla:Nnbsp Soldeu, Andorra  | Eslàlom                |
| 2019 17 victòries (8 SL, 4 GS, 3 SG, 1 PS1 CE) | 17 de març de 2019     | Plantilla:Nnbsp Soldeu, Andorra  | Eslàlom gegant         |
| 2020 6 victòries (3 SL, 1 GS, 1 DH, 1 SG)      | 23 de novembre de 2019 | Levi, Finlàndia                  | Eslàlom                |
| 2020 6 victòries (3 SL, 1 GS, 1 DH, 1 SG)      | 1 de desembre de 2019  | Killington, Estats Units         | Eslàlom                |
| 2020 6 victòries (3 SL, 1 GS, 1 DH, 1 SG)      | 28 de desembre de 2019 | Lienz, Àustria                   | Eslàlom gegant         |
| 2020 6 victòries (3 SL, 1 GS, 1 DH, 1 SG)      | 29 de desembre de 2019 | Lienz, Àustria                   | Eslàlom                |
| 2020 6 victòries (3 SL, 1 GS, 1 DH, 1 SG)      | 24 de gener de 2020    | Bansko, Bulgària                 | Downhill               |
| 2020 6 victòries (3 SL, 1 GS, 1 DH, 1 SG)      | 26 de gener de 2020    | Bansko, Bulgària                 | Super-G                |

## Resultats en Campionats Mundials
Shiffrin va competir en els seus primers Campionats Mundials el 2013 a Schladming, Àustria, i va acabar sisena en l'eslàlom gegant a Planai. Dos dies més tard, en l'eslàlom, va guanyar el títol mundial a l'edat de 17 anys.
| Any  |         |                |              |         |           |   |
| Edat | Eslàlom | Eslàlom Gegant | Super Gegant | Descens | Combinada |   |
| 2013 | 17      | 1              | 6            | —       | —         | — |
| 2015 | 19      | 1              | 8            | —       | —         | — |
| 2017 | 21      | 1              | 2            | —       | —         | — |
| 2019 | 23      | 1              | 3            | 1       | —         | — |

## Resultats olímpics
Favorita per guanyar l'eslàlom als Jocs Olímpics d'Hivern del 2014 a Sochi, Rússia, Shiffrin anava guanyant després de la primera màniga i gairebé va caure en la segona, però es va mantenir per davant i va aconseguir la victòria a Rosa Khutor. Tot just tres setmanes abans del seu 19è aniversari, esdevingué la campiona d'eslàlom més jove en història Olímpica. Tres dies abans, havia acabat cinquena en l'eslàlom gegant, celebrat sota la pluja.
Va competir en els Jocs Olímpics d'Hivern de 2018 a Pyeongchang, on va guanyar la medalla d'or en l'eslàlom gegant i medalla de plata en la Combinada. Va quedar 4a en l'eslàlom malgrat ser la favorita per guanyar-ne la medalla d'or.
| Any  |         |                |              |         |           |   |
| Edat | Eslàlom | Eslàlom Gegant | Super Gegant | Descens | Combinada |   |
| 2014 | 18      | 1              | 5            | —       | —         | — |
| 2018 | 22      | 4              | 1            | —       | —         | 2 |

## Aparicions en mitjans de comunicació i documentals
Dies després de la seva primera participación en les finals de la Copa del Món l'any 2013, Shiffrin va ser entrevistada per David Letterman al programa "Late Show" el març de 19.☃☃☃☃
El 2014, Shiffrin va sortir en un especial d'una hora a la televisió, la cadena NBC, "How to Raise an Olympian" (com criar un esportista olímpic), el 5 de febrer. Presentat per Meredith Vieira, explicava els viatges de set esportistes olímpics americans i contenia entrevistes de pares i entrenadors juntament amb vídeos casolans i fotos de la infantesa de cada atleta. L'esdeveniment va ser retransmès a la televisió amb interacció en directe amb les xarxes socials per potenciar cada segment. Després de la primera medalla d'or de Shiffrin, va jugar a "Catch Phrase" amb Reese Witherspoon i Usher al The Tonight Show Starring Jimmy Fallon. El12 de juliol de 2014, Shiffrin, va ser una de les convidades en l'espectacle radiofònic de NPR Wait Wait... Don't Tell Me!. ("Espera, espera... no m'ho diguis"), on va guanyar el joc del programa "Not My Job" ("No és la meva feina") a l'Amfiteatre Red Rocks.
El 27 d'octubre de 2016, Shiffrin, parlant en alemany, va presentar el premi pel millor esportista austríac a Marcel Hirscher a una gala esportiva a Àustria. El 2017, Shiffrin va parlar sobre els seus inicis en l'esquí i la seva capacitat de fer migdiades en el programa Late Night with Seth Meyers de NBC. El 2018, a Shiffrin li van fer un perfil en els 60 Minuts de Notícies de la CBS.
En les setmanes després dels Mundials d'Esquí de febrer de 2019, Amanda Ruggeri li va fer dos perfils a Deadspin, i va sortir a The Wall Street Journal. El març de 2019, després de la seva prolífica temporada de la Copa del Món, va parlar sobre la seva manera de gestionar l'ansietat al programa de NBC és Today (avui), va parlar sobre haver d'aguantar trolls a les xarxes socials al canal CNN, va parlar sobre la igualtat salarial al prorgama d'ABC Good Morning America ("Bon dia, Amèrica") i al programa de notícies d'entreteniment Access; i va ensenyar a l'amfitrió Jimmy Fallon com ballar shuffle en el programa de NBC Tonight Show ("el programa d'aquesta nit"). The New York Times va publicar un perfil de Shiffrin com "la cara de l'esquí americà", un tema repetit en un vídeo i perfil de Sports Illustrated on Shiffrin va parlar en detall sobre la seva història amb Lindsey Vonn.
Shiffrin ha estat la protagonista de documentals de llarga durada. Ha estat inclosa sovint a "In Search of Speed" ("A la recerca de velocitat"), incloent el 2015, el 2017 i el 2018. Després de cobrir el seu programa d'entrenaments de 2017, Red Bull va produir el documental de 48 minuts "Peak Season: The Determination of Mikaela Shiffrin" L'abril de 2019, el canal de NBC Olympia va dedicar 25 hores del prime-time a retransmetre 20 de les curses de Shiffrin de la temporada 2018-2019. El seu club de fans també va publicar un recopilatori dels millors moments d'aquella mateixa temporada